# Pedro de la Portilla
Pedro de la Portilla fue un rebelde criollo del siglo XVIII que peleó contra los españoles en la Nueva España. Fue el líder de la Conspiración de los machetes, una fracasada rebelión ocurrida en 1799.

## Biografía
Procedente de una familia de escasos recursos y empleado en la Oficina de recaudadores de impuestos de la Nueva España en la Plazuela de Santa Catarina de Ciudad de México, organizó en 1799 una reunión de 20 jóvenes, familiares y amigos, con orígenes similares, en el callejón de Gachupines N.º 7 de la misma ciudad.
Aunque la conspiración no planteó ninguna amenaza a la dominación española, fue sin embargo una conmoción para los gobernantes. Todos los conspiradores fueron detenidos y pasaron muchos años en prisión, muriendo algunos de ellos en la cárcel. Sucedió 11 años antes del Grito de Dolores y se considera en el México moderno como precursora de la Guerra de Independencia de México. El juicio fue largo y no llegó a un veredicto. Portilla vivió para ver la independencia de México.